# Lageneschara
Lageneschara is een mosdiertjesgeslacht uit de familie van de Romancheinidae en de orde Cheilostomatida. De wetenschappelijke naam ervan is in 1988 voor het eerst geldig gepubliceerd door Hayward & Thorpe.

## Soort
- Lageneschara lyrulata (Calvet, 1909)
- Lageneschara peristomata Hayward & Winston, 2011